# Durchenbergried
Die Durchenbergried ist ein Naturschutzgebiet auf dem Gebiet der Stadt Radolfzell am Bodensee im baden-württembergischen Landkreis Konstanz in Deutschland.

## Beschreibung
Bei dem knapp drei Hektar großen und 1939 ausgewiesenen Schutzgebiet handelt es sich um ein kleines Moor in der Drumlinlandschaft des Hegaus mit Erlenbruchwald, Großseggenried sowie einem verlandeten Restsee.

## Flora und Fauna

### Fauna
Folgende, seltene und teils vom Aussterben bedrohte Tierarten (Auswahl) sind im Naturschutzgebiet beschrieben:
Insekten
Heuschrecken
Sumpfschrecke (Stethophyma grossum)
Libellen
Scharlachlibelle (Ceriagrion tenellum) und Sibirische Winterlibelle (Sympecma paedisca)

### Flora
Gefäßpflanzen
Asternartige
Fieberkleegewächse
Fieberklee (Menyanthes trifoliata)
Korbblütler
Acker-Kratzdistel (Cirsium arvense) und Sumpf-Kratzdistel (Cirsium palustre)
Buchenartige
Buchengewächse
Stieleiche (Quercus robur)
Walnussgewächse
Echte Walnuss (Juglans regia)
Doldenblütlerartige
Doldenblütler
Wiesen-Bärenklau (Heracleum sphondylium)
Froschlöffelartige
Aronstabgewächse
Kleine Wasserlinse (Lemna minor)
Hahnenfußartige
Hahnenfußgewächse
Sommer-Adonisröschen (Adonis aestivalis)
Hartriegelartige
Hartriegelgewächse
Roter Hartriegel (Cornus sanguinea)
Heidekrautartige
Heidekrautgewächse
Rosmarinheide (Andromeda polifolia)
Primelgewächse
Gewöhnlicher Gilbweiderich (Lysimachia vulgaris)
Kardenartige
Moschuskrautgewächse
Schwarzer Holunder (Sambucus nigra)
Koniferen
Kieferngewächse
Waldkiefer (Pinus sylvestris)
Lippenblütlerartige
Ölbaumgewächse
Gewöhnlicher Liguster (Ligustrum vulgare)
Malpighienartige
Weidengewächse
Asch-Weide (Salix cinerea)
Nelkenartige
Knöterichgewächse
Stumpfblättriger Ampfer (Rumex obtusifolius) und Wasser-Knöterich (Persicaria amphibia)
Sonnentaugewächse
Rundblättriger Sonnentau (Drosera rotundifolia)
Rosenartige
Brennnesselgewächse
Große Brennnessel (Urtica dioica)
Rosengewächse
Vogelkirsche (Prunus avium)
Schachtelhalmartige
Schachtelhalmgewächse
Teich-Schachtelhalm (Equisetum fluviatile)
Spargelartige
Schwertliliengewächse
Sumpf-Schwertlilie (Iris pseudacorus)
Spindelbaumartige
Spindelbaumgewächse
Gewöhnlicher Spindelstrauch (Euonymus europaeus)
Süßgrasartige
Sauergrasgewächse
Faden-Segge (Carex lasiocarpa), Steife Segge (Carex elata), Sumpf-Segge (Carex acutiformis) und Zweizeilige Segge (Carex disticha)
Süßgräser
Land-Reitgras (Calamagrostis epigejos)

Moose
Torfmoose
Einseitswendiges Torfmoos (Sphagnum subsecundum), Mittleres Torfmoos (Sphagnum magellanicum), Rotes Torfmoos (Sphagnum rubellum) und Rundliches Torfmoos (Sphagnum teres)